# WWEワン・ナイト・スタンド
WWEワン・ナイト・スタンド(WWE One Night Stand)は、アメリカのプロレス団体WWEECWの主催するプロレス興行。およびそれを扱ったPPV。2005年から新設されたPPV大会で、かつてハードコア路線で一大ブームを巻き起こしたプロレス団体ECWのメンバーを一夜限りで再集結させて試合を行った。WWEが発売したDVD「Rise & Fall of Ecw」の売上の好調や元ECWのメンバーロブ・ヴァン・ダム等の提唱により開催された。2009年より、エクストリーム・ルールズ(Extreme Rules)とPPVの名称が変更された。

## 歴史
2005年に開催された第1回大会のコンセプトはあくまでも元ECWのレスラー達の大会であったが、やはりWWEが主催すると大会ということで、大会に向けたストーリーラインにはWWEのスーパースター達も関わった。大会前のRAW、SmackDown!ではECWに不快感を持つエリック・ビショフ率いる反ECW義勇軍の結成や、WWEに所属していない元ECWメンバーの乱入、元ECWで当時WWEに所属していたタジリ、クリス・ベノワ等のECW側加入というストーリーラインが番組内で組まれた。しかし大会本番では純粋に元ECWのレスラー達によるハードコアな試合が組まれ、WWEのレスラー達も試合の合間に少々のマイクパフォーマンスを行う程度の介入しか見せることはなかった。2006年にECWの復活が決定されると、第2回大会のコンセプトはECWの興行というよりはWWE vs ECWの決着戦となった。RAW、SmackDown!ではECWの代表レスラーであったミック・フォーリーのWWE側加入、WWEの保持する2大王座であるWWE王座、世界ヘビー級王座のECWへの流出危機、WWEを代表するスーパースターであったカート・アングル、ビッグ・ショーのECW移籍というストーリーラインが組まれた。

## 試合結果

### 第1回大会（2005年）ECW One Night Stand
- 開催日 : 6月12日
- 開催場所 : ニューヨーク州ニューヨークシティのハンマースタイン・ボールルーム
- 観客動員数 ： 2,500人
- 公式大会曲 : Drowning Pool - Bodies
- 実況ジョーイ・スタイルズ、解説ミック・フォーリー

- ○ランス・ストーム（w / ドーン・マリー） vs クリス・ジェリコ●

ジェイソン、ジャスティン・クレディブルが乱入してストームを援護。
- 3ウェイ・ダンス戦 -Three Way Dance Match-

○スペル・クレイジー vs TAJIRI（w / シニスター・ミニスター、マイキー・ウィップレック）● vs リトル・グイドー（w / F.B.I.）
- ○レイ・ミステリオ vs シコシス●

試合終了後に反ECW義勇軍のうち、SmackDown!のメンバーが入場。カート・アングル、JBLがマイクパフォーマンスを行ったが、その最中にロブ・ヴァン・ダムがビル・アルフォンソとともに登場。リング上でECWでの思い出について語っていると、ライノが乱入してロブ・ヴァン・ダムを襲撃。すると会場が暗転し、再び照明がつくとサブゥーが出現。なお、このロブ・ヴァン・ダムのコメントは途中からシュートであったとされる。
- ○サブゥー（w / ロブ・ヴァン・ダム、ビル・アルフォンソ） vs ライノ●

試合終了後に反ECW義勇軍のうち、RAWのメンバーが入場。
- ○クリス・ベノワ vs エディ・ゲレロ●

- ○マイク・オーサム vs 田中将斗●

この試合は「ECWらしさを表す最高の試合」と絶賛するスーパースターもいれば、「なぜここまでやるのか」と批判するスーパースターもいた。メイン戦を前にポール・ヘイマンが登場。反ECW義勇軍のエッジ、JBLに対し、シュートコメントを発した。
- ○ダッドリー・ボーイズ（ババ・レイ・ダッドリー＆ディーボン・ダッドリー） vs サンドマン＆トミー・ドリーマー●

この試合の前に、bWoが乱入し、ダッドリー・ボーイズと共謀してサンドマンとドリーマーを襲撃。するとサンドマン組側の援護としてキッド・キャッシュ、アクセル・ロッテン、ボールズ・マホーニーが登場。試合中はランス・ストーム、ジャスティン・クレディブル、フランシーン、そしてドリーマーの妻であるビューラが乱入。さらにダッドリー・ボーイズの末弟であるスパイク・ダッドリーもECW時代のコスチュームで登場し、ダッドリー・ボーイズをサポート。最後はダッドリーズが油を撒いて燃やしたテーブルにドリーマーをパワーボムで葬る壮絶なフィニッシュとなった。
試合終了後、ECW軍と反ECW義勇軍がリングに集結し、乱闘を開始。途中タズ、そして単発参戦したことがあるストーン・コールド・スティーブ・オースチンがECWに加勢。放送席に逃げ込んでいたビショフをフォーリーがリングに引きずり込むと、ストーンコールドがビショフにスタナーを炸裂。それでもビショフがECWに対して侮辱するコメントを発すると、ダッドリー・ボーイズの二人が会場の外のトラックにビショフを押し込み、リング上では完全勝利を祝うECW軍が、歓喜のビールで復活を祝うという幕切れとなった。

### 第2回大会（2006年）ECW One Night Stand 2006
- 開催日 : 6月11日
- 開催場所 : ニューヨーク州ニューヨークシティのハンマースタイン・ボールルーム
- 観客動員数 ： 2,460人
- 公式大会曲 : Drowning Pool - Bodies

- ○タズ（ECW） vs ジェリー・ローラー（WWE）●

乱入を図った実況のジョーイ・スタイルズをローラーが制裁しようとした所を、背後からタズがタズミッションに捕えて決着。
- カート・アングル・オープン・チャレンジ -Kurt Angle's Open Challenge-

○カート・アングル（ECW） vs ランディ・オートン（WWE）●
- ○F.B.I.（リトル・グイドー＆トニー・ママルーク）（w/ ビッグ・グイドー）（ECW） vs スーパー・クレイジー＆タジリ●

試合後、ビッグ・ショーが乱入し、リングを一掃。なおこの試合でTAJIRIはハッスルポーズを数度行っている（WWE退団後の2006年より参戦していたため）。
- エクストリーム・ルール・マッチ形式世界ヘビー級王座戦 -Extreme Rules Match for the World Heavyweight Championship-

△レイ・ミステリオ(c)（WWE） vs サブゥー（ECW）△
（レフェリーストップの為ノーコンテスト）
- ハードコア・マッチ -Hardcore Match-

○ミック・フォーリー,エッジ＆リタ（WWE） vs トミー・ドリーマー,テリー・ファンク＆ビューラ・マクギリカティ（ECW）●
- エクストリーム・ルール・マッチ -Extreme Rules Match-

○ボールズ・マホーニー（ECW） vs 田中将斗●
- エクストリーム・ルール・マッチ形式WWE王座戦 -Extreme Rules Match for the WWE Championship-

●ジョン・シナ(c)（WWE） vs ロブ・ヴァン・ダム（ECW）○
エッジが乱入し、シナをスピアーでテーブル葬、そこからロブ・ヴァン・ダムがファイブスター・フロッグスプラッシュを決めて決着。
備考
- スーパー・クレイジー、タジリ、田中将斗はそれぞれWWE、ハッスル、ZERO1-MAX所属（当時）であるが、3人とも元ECWのレスラーであったため、今回のWWE vs ECWの抗争には関わっていない。

### 第3回大会（2007年）WWE One Night Stand 2007
- 開催日 : 6月3日
- 開催場所 : フロリダ州ジャクソンビルのジャクソンビル・ベテランズ・メモリアル・アリーナ
- 観客動員数 ：13,250人
- 公式大会曲 : Puddle of Mudd - Famous

- ダーク・マッチ -Dark Match-（RAW）

○サンティーノ・マレラ vs クリス・マスターズ●
- ストレッチャー・マッチ -Stretcher Match-

○ロブ・ヴァン・ダム vs ランディ・オートン●
- 6人タッグチーム・テーブルマッチ -Six-Man Tag Team Tables Match-

○CMパンク＆ECWオリジナルズ（トミー・ドリーマー＆サンドマン） vs ニュー・ブリード（イライジャ・バーク,マット・ストライカー＆マーキス・コー・ヴァン）●
- ラダー・マッチ形式世界タッグ王座戦 -Ladder Match for the World Tag Team Championship-

○ザ・ハーディーズ（マット・ハーディー＆ジェフ・ハーディー）(c) vs ザ・ワールド・グレイテスト・タッグ・チーム（シェルトン・ベンジャミン＆チャーリー・ハース）●
- ランバージャック・マッチ -Lumberjack Match-

○マーク・ヘンリー vs ケイン●
- ストリート・ファイト形式ECW世界王座戦 -Street Fight Match for the ECW World Championship-

●ミスター・マクマホン(c)（w / シェイン・マクマホン＆ウマガ） vs ボビー・ラシュリー○
- プディング・マッチ -Pudding Match-

○キャンディス vs メリーナ●
- スティール・ケージ・マッチ形式世界ヘビー級王座戦 -Steel Cage Match for the World Heavyweight Champion-

○エッジ(c) vs バティスタ●
- フォールズ・カウント・エニウェア・マッチ形式WWE王座戦 -Falls Count Anywhere Match for the WWE Championship-

○ジョン・シナ(c) vs グレート・カリ●

### 第4回大会（2008年）WWE One Night Stand 2008
- 開催日 : 6月1日
- 開催場所 : カリフォルニア州サンディエゴのサンディエゴスポーツアリーナ
- 観客動員数 ： 15,960人
- 公式大会曲 : Rev Theory - Hell Yeah

- ダーク・マッチ -Dark Match-

○マット・ハーディー vs シェルトン・ベンジャミン●
- フォールズ・カウント・エニウェア・マッチ -Falls Count Anywhere Match-

○ジェフ・ハーディー vs ウマガ●
- シンガポールケインマッチ形式ECW王座第一挑戦者決定戦 -Number One Contenders Singapore Cane Match for the ECW Championship-

○ビッグ・ショー vs CMパンク vs ジョン・モリソン vs チャボ・ゲレロ vs トミー・ドリーマー●
- ファーストブラッドマッチ -First Blood Match-

○ジョン・シナ vs JBL●
- "アイ・クイット" マッチ -"I Quit" Match-

○ベス・フェニックス vs メリーナ●
- ストレッチャーマッチ -Stretcher Match-

○バティスタ vs ショーン・マイケルズ●
- ラストマン・スタンディング・マッチ形式WWE王座戦 -Last Man Standing Match for the WWE Championship-

○トリプルH(c) vs ランディ・オートン●
- TLCマッチ形式世界ヘビー級王座戦 -TLC Match for the vacant World Heavyweight Championship-

○エッジ vs ジ・アンダーテイカー●
エッジが勝利し、空位となっていた世界ヘビー級王座を手に入れる。